# Церква Покрови Пресвятої Богородиці (Антонів)
Церква Покрови Пресвятої Богородиці — парафія і храм греко-католицької громади Улашківського деканату Бучацької єпархії Української греко-католицької церкви в селі Антонів Чортківського району Тернопільської області.

## Історія церкви
Храм у селі Антонів був збудований та освячений у 1884 році. До 1946 року парафія і храм належали до УГКЦ.
З 1946 по 1990 рік парафія перебувала в підпорядкуванні РПЦ. У 1960-х роках державна влада зачинила храм, і віряни були змушені відвідувати богослужіння в сусідньому селі Свидова.
У 1990 році парафія і храм знову повернулися в лоно УГКЦ. У 2003 році парафію з єпископською візитацією відвідав владика Бучацької єпархії єпископ Іриней Білик.
При парафії діють такі спільноти:
- Братство «Апостольство молитви».
- Спільнота «Матері в молитві».

## Парохи
- о. Олексій Могильницький (1925—1960)
- о. Маркіян Карачевський
- о. Степан Щиголь
- о. Юрій Стеблина
- о. Євстахій Гасяк
- о. Богдан Кривий
- о. Іван Сеньків
- о. Дмитро Подоба — адміністратор від 2002 донині.